# Dichromia quinqualis
Dichromia quinqualis là một loài bướm đêm trong họ Erebidae.